# 쿠스쌀쥐
쿠스쌀쥐(Oryzomys couesi)는 비단털쥐과 쌀쥐속에 속하는 설치류이다. 미국 텍사스주 남단부터 멕시코를 거쳐 중앙아메리카와 콜롬비아 북서부 지역에서 발견된다. 주로 습지와 같은 습윤 서식지에서 발견되며, 건조한 숲과 관목 지대에서 서식한다. 몸무게는 약 42~82g이고, 중형 또는 대형 설치류이다.